# El hombre unidimensional
El hombre unidimensional: ensayo sobre la ideología de  la sociedad industrial avanzada (en su inglés original: One-Dimensional Man: Studies in the Ideology of Advanced Industrial Society) es un libro publicado en 1964 por Herbert Marcuse, en el que el autor ofrece una amplia crítica tanto del capitalismo contemporáneo como de la sociedad comunista de la Unión Soviética, documentando el surgimiento paralelo de nuevas formas de represión social en ambas sociedades, así como el declive del potencial revolucionario en occidente. Marcuse sostiene que la «sociedad industrial avanzada» creó falsas necesidades, las cuales integraron a los individuos en el sistema existente de producción y consumo a través de los medios de comunicación, la publicidad, la gestión industrial y los modos de pensamiento contemporáneos.
Esto da como resultado un universo «unidimensional» de pensamiento y comportamiento, con sujetos con «encefalograma plano»,[cita requerida] en el que la aptitud y la capacidad para el pensamiento crítico y el comportamiento de oposición se desvanecen. Frente a este clima imperante, Marcuse promueve el «gran rechazo» (descrito extensamente en el libro) como la única oposición adecuada a los métodos de control que lo abarcan todo. Gran parte del libro es una defensa del «pensamiento negativo» como fuerza disruptiva contra el positivismo imperante.
Marcuse también analiza la integración de la clase trabajadora industrial en la sociedad capitalista y las nuevas formas de estabilización capitalista, cuestionando así los postulados marxianos del proletariado revolucionario y la inevitabilidad de la crisis capitalista. En contraste con el marxismo ortodoxo, Marcuse defiende las fuerzas no integradas de las minorías, los forasteros y la intelligentsia radical, y trata de alimentar el pensamiento y el comportamiento de oposición mediante la promoción del pensamiento y la oposición radicales. Considera que las tendencias hacia la burocracia en países supuestamente marxistas son tan opuestas a la libertad como las del occidente capitalista. La solución, según el autor, es «despertar y organizar la solidaridad en tanto que necesidad biológica para mantenerse unidos contra la brutalidad y la explotación humanas».[cita requerida]
El hombre unidimensional hizo de Marcuse una persona reconocida. Es considerado por muchos intelectuales como el libro más subversivo del siglo XX,[cita requerida] lo que le originó críticas por parte de los marxistas ortodoxos y los académicos de varios comités políticos y teóricos.[cita requerida] A pesar de este pesimismo, la obra tuvo una gran influencia en la Nueva Izquierda, ya que articuló su creciente desprecio hacia las sociedades capitalistas y socialistas soviéticas.[cita requerida]
Este autor enmarca su ensayo en lo que conocemos como teoría crítica, una corriente vinculada con un compromiso social emancipatorio de las estructuras establecidas en la sociedad moderna.[cita requerida]

## Lógica de la dominación
Para Marcuse, la modernidad supone que el consumismo contribuye a una mercantilización de la cultura y a una tecnificación cosificadora de la conciencia. El control funcionaría, de esta forma, como una articulación de asimilación, presión y seducción, donde el papel de la comunicación industrial sigue siendo ineludible. Un caso concreto donde se aprecia bien este control, según algunos autores, es en el apogeo del individualismo, que se presenta como autosuficiente y prepotente. Siguiendo a Marcuse:

El individuo unidimensional se caracteriza por su delirio persecutivo, su paranoia interiorizada por medio de los sistemas de comunicación masivos. Es discutible hasta la misma noción de alienación porque este hombre unidimensional carece de una dimensión capaz de exigir y de gozar cualquier progreso de su espíritu. Para él, la autonomía y la espontaneidad no tienen sentido en su mundo prefabricado de prejuicios y de opiniones preconcebidas.

## Doble distanciamiento
Puesto que, bajo la óptica de Marcuse, tanto la alta como la baja cultura están sometidas a las normas y los dictámenes del mercado que la hacen dependiente, este propone un doble distanciamiento como única vía para llegar a una cultura verdaderamente libre y emancipadora. Esta tendría una vertiente espacial o exterior y una vertiente subjetiva o interior. El autor llama a este proceso «introyección», y supondría el hecho de buscar en uno mismo el verdadero significado de la cultura, como la esencia de la libertad del individuo.[cita requerida]